# Кира Нерис
Кира Нерис — персонаж фантастического сериала «Звёздный путь: Глубокий космос 9». Роль играла Нана Визитор.
Кира - бывшая участница баджорского сопротивления, первый офицер космической станции «Глубокий космос 9» в звании майора (впоследствии - полковника) баджорской милиции. На станции представляет интересы Временного правительства Баджора и позднее, после исчезновения Бенджамина Сиско, принимает на себя командование станцией.

## Предыстория
По обычаю Баджора её фамильное имя — Кира — предшествует её личному имени — Нерис. То есть полное имя Киры следует произносить именно так: Кира Нерис. У неё есть два брата (Кира Реон и Кира Похл), и родители — Кира Табан и Кира Меру.
Кира Нэрис родилась в 2343 году в области Дахур на планете Баджор во время кардассианской оккупации, продолжавшейся 50 лет. Она была воспитана в трудовом лагере, а её семья была членами де’джара (касты) художников. Юная Кира Нерис столкнулась с такой же жестокостью в жизни, с которой сталкивались многие из её баджорских соплеменников: её отец погиб, участвуя в сопротивлении, в то время как её мать — художница — умерла от голода в лагере беженцев Сингха, когда Кире было всего 3 года. Воспитываясь в лагере, она играла в баджорский спрингболл, а в 4 года в лагерной школе некоторое время занималась рисованием.

## Боевая юность
В 12-летнем возрасте Кира была принята на службу в ячейку сопротивления Шакаара, являвшуюся частью подпольного движения, которое вело подрывную деятельность против кардассианских оккупационных властей, нападая на кардассианские вооруженные силы и их представителей с целью освобождения Баджора. Год спустя группа наконец приняла её в свои ряды полностью, когда лидер группы — Шакаар, — одобрил её, заменившую пропавшего члена команды для набега на кардассианский сборщик. Серьга, которую она носит в ухе, сделана из металла скиммера её сокамерником Лопазой, после того как Кира убила весь экипаж погрузчика, легкомысленно пытаясь произвести впечатление на группу.
Год спустя она помогла временно освободить один из трудовых лагерей и в конечном счёте научилась летать на устаревшем Рейдере. Она вместе с остальной группой, безоружная и голодная, страдала зимой 2360—2361 в пещерах в горах Дахура. Её группа скрывалась от кардассианцев в этой местности в течение 10 лет. При всём этом Кира никогда не сидела в кардассианской тюрьме, но была однажды спасена из кардассианского центра допросов своими товарищами-сокамерниками.
Её война за освобождение Баджора включала так же и убийства. Она помогла подбросить плазменную бомбу в дом Гал Пирэка в Хатхоне и, уже на борту станции Терок Нор (DS9 после перехода под командование Звездного Флота) в 2365, убила соотечественника-коллаборациониста. Эту последнюю потерю не смогла стереть из её души даже окончательная победа. Именно в этой миссии она впервые встретила Одо и Кварка и была почти поймана, но не стала проливать на это свет, вернувшись на станцию несколько лет спустя уже в качестве первого офицера станции.
Хотя Кира всегда обладала тактическими и стратегическими способностями, делающими её работу исключительно продуктивной, она всегда замкнута в себе, самоуверенна, лишена воображения — всё это последствия жизни беженки.

## История
В ранних эпизодах сериала, после окончания кардассианской оккупации Баджора, майор Кира, благодаря своему назначению на станцию «Глубокий космос 9» и дружбе с капитаном Бенджамином Сиско, участвует в восстановлении Баджора и в политической жизни всего окрестного сектора.
Первоначально Кира была настроена против присутствия служащих Звёздного Флота на станции, чувствуя, что баджорцы не хотят иметь никакого отношения к Федерации. Но по истечении продолжительного количества времени её чувства изменились, и она превратилась в одного из самых ярых сторонников присоединения Баджора к Федерации.
Несмотря на принадлежность к народному ополчению Баджора — Баджорской милиции, — Kира всегда оказывала неоценимую помощь Звёздному флоту, особенно во время войны против Доминиона. Когда в начале войны Доминион захватил станцию, Кира осталась на борту станции в качестве офицера связи, что разрешалось заключённым между Баджором и Доминионом пактом о ненападении. Её положение позволило организовать сопротивление, включив в него Кварка и Джейка Сиско. Проведённая группой Киры разведка показала, что Доминион начал работу по разминированию минного поля, которое не позволяло подойти подкреплениям Доминиона из Гамма-Квадранта. Также группе Киры удалось саботировать работу системы вооружения станции, что позволило Звёздному флоту отбить «Глубокий космос 9» у Доминиона.
Опыт, приобретённый Кирой в Сопротивлении, помогал ей и на службе у Звёздного флота. По заданию Звёздного флота Кира, Oдо и Гарак тайно проникли на занятую Доминионом Кардассию, чтобы помочь в организации движения кардассианского сопротивления Доминиону. Их разведывательная деятельность на Кардассии и переданная техническая информация позволили инженерам Звездного флота создать защитные системы, которые смогли противостоять оружию Бриннов — новых союзников Доминиона. В конце войны после «исчезновения» Сиско — ухода его к Пророкам — Кира берёт на себя обязанности командующего станцией Глубокий космос 9. В 2374 была повышена до звания полковника.